# کاتلین وینسور
کاتلین وینسور (انگلیسی: Kathleen Winsor؛ ۱۶ اکتبر ۱۹۱۹ – ۲۶ مهٔ ۲۰۰۳) مؤلف اهل ایالات متحده آمریکا بود که به خاطر نخستین اثر خویش رمان تاریخی آمبر برای همیشه (۱۹۴۴) شناخته شده‌است. وینسور در اولیویا، مینه‌سوتا به دنیا آمد اما در برکلی، کالیفرنیا بزرگ شد. در سال ۱۹۳۸ از دانشگاه کالیفرنیا، برکلی فارغ‌التحصیل شد. وینسور در ۲۶ مه ۲۰۰۳ در نیویورک سیتی درگذشت.